# Tanabe-Sugano-Diagramm

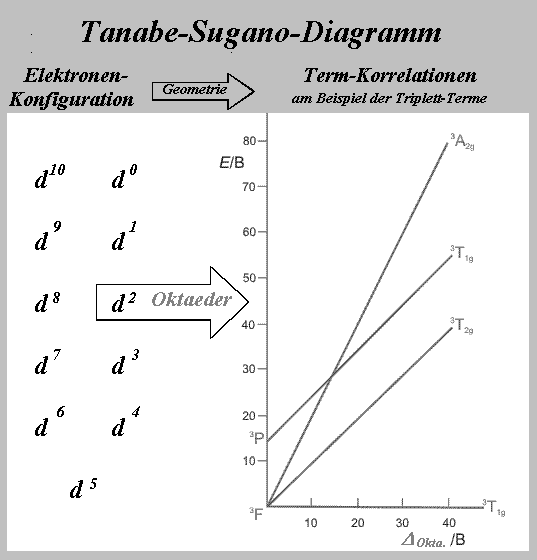
Tanabe-Sugano-Diagramm für die d^{2}-Konfiguration im oktaedrischen Feld

Beim Tanabe-Sugano-Diagramm – benannt nach Yukito Tanabe und Satoru Sugano – handelt es sich um ein Diagramm, in dem für alle elektronischen Zustände eines oktaedrischen Systems die Energiedifferenz E zum (typischerweise) niedrigsten Zustand gegen die Kristallfeldaufspaltungsenergie {\displaystyle \Delta } aufgetragen werden, beide Größen normiert auf den Racah-Parameter B. Im Gegensatz zum Orgel-Diagramm lassen sich mit dem Tanabe-Sugano-Diagramm quantitative Aussagen treffen.
Die Zahl der Kurven, die von einer vertikalen Linie eines gegebenen {\displaystyle \Delta } geschnitten werden, ergibt die Zahl möglicher Übergänge und damit die Zahl erwarteter Absorptionscharakteristika. Das Tanabe-Sugano-Diagramm ist damit ein Korrelationsdiagramm, welches die Deutung von Absorptionsspektren chemischer Verbindungen ermöglicht.
Es ist folgende Feinstrukturaufspaltung zu beobachten:
| Term | Aufspaltung im okt. Feld    |
| ---- | --------------------------- |
| S    | A1g                         |
| P    | T1g                         |
| D    | Eg, T2g                     |
| F    | A2g, T2g, T1g               |
| G    | A1g, Eg, T2g, T1g           |
| H    | Eg, T1g, T1g, T2g           |
| I    | A1g, A2g, Eg, T1g, T2g, T2g |

## Tanabe-Sugano-Diagramme
Die sieben Tanabe-Sugano-Diagramme für oktaedrische Komplexe:
|  |  |  |  |
|  |  |  |  |

Die Diagramme für die d1-, d9- und d10-Elektronenkonfiguration werden nicht gebraucht.

### d1-System
In einem d1-System gibt es keine Elektronenabstoßung, daher verbleibt das Elektron im Grundzustand des t2g-Orbitals. Das Termsymbol für dieses System ist 2D; 2D spaltet in den 2T2g und den 2Eg-Zustand auf. Im UV-Vis-Spektrum eines d1-Ions ist nur eine Absorptionsbande zu finden, nämlich die für den Übergang von 2T2g nach 2Eg.

### d9-System
Das d9-System weist ebenso wie das d1-System einen 2D-Term auf. Die Anregung erfolgt hier von der (t2g)6(eg)3-Konfiguration (2Eg-Zustand) zu der (t2g)5(eg)4-Konfiguration (2T2g-Zustand).

### d10-System
In d10-Metallkomplexen gibt es keine d-d-Übergänge, daher sind auch keine UV-Vis-Absorptionsbanden beobachtbar und ein Tanabe-Sugano-Diagramm existiert nicht.

## Tetraedrische Komplexgeometrie
Für tetraedrische Komplexe werden generell keine Tanabe-Sugano-Diagramme erstellt, das liegt daran, dass ein Tanabe-Sugano-Diagramm für einen dn-Tetraeder ähnlich dem eines d(10−n)-Oktaeders ist. Da die Ligandenfeldaufspaltung im tetraedrischen Komplex nur 4/9 der des Oktaeders ist finden sich, mit einigen Ausnahmen, nur high-spin-Komplexe und daher können die rechten low-spin-Seiten im Tanabe-Sugano-Diagramm für tetraedrische Komplexe vernachlässigt werden.

## Benutzung der Diagramme
1. Die d-Elektronenkonfiguration des Ions muss bestimmt werden.
2. Das, für die d-Elektronenkonfiguration, passende Tanabe-Sugano-Diagramm muss gewählt werden.
3. Das Maximum der Absorption muss in einem UV-Vis-Spektrum gefunden werden. Spin-erlaubte Übergänge werden dabei intensiver sein als Spin-verbotene Übergänge.
4. Die Absorptionsmaxima müssen in Wellenzahlen umgerechnet und die Verhältnisse der Wellenzahlen zur Niedrigsten müssen bestimmt werden.
5. Jetzt kann das Diagramm von links nach rechts untersucht werden, bis die Übergänge im ausgerechneten Verhältnis zueinander vorliegen.
6. Die E/B und {\displaystyle \bigtriangleup _{0}}/B-Werte können nun abgelesen werden.

## Beispiele zur quantitativen Auswertung

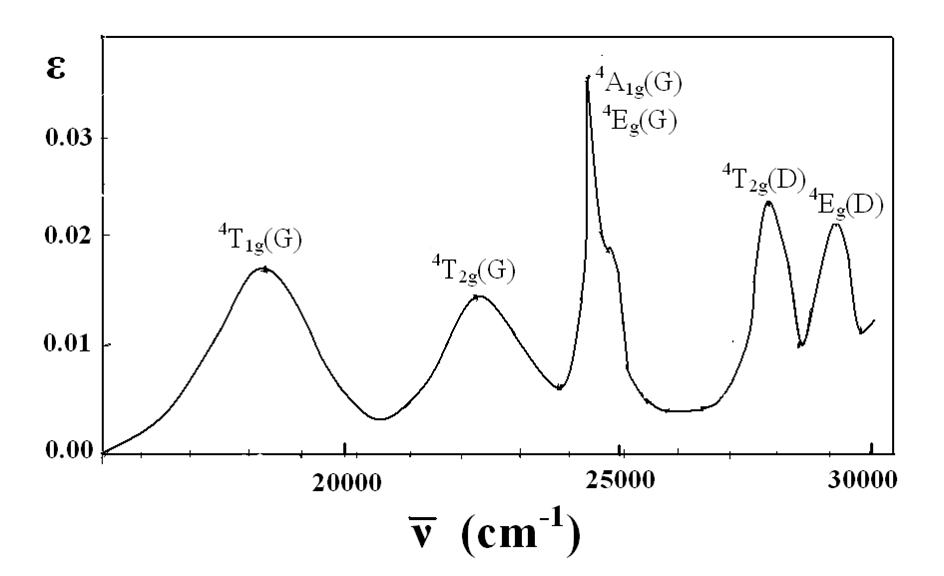
Absorptionsspektrum von [Mn(H_{2}O)_{6}]^{2+}

### Hexaaquamangan(II) – [Mn(H2O)6]2+
Im Komplex [Mn(H2O)6]2+ kommt Mangan in der Oxidationsstufe +2 vor, daher handelt es sich um ein oktaedrisch koordiniertes d5-Ion. Da Wasser ein Schwachfeld-Ligand ist (vgl. Spektrochemische Reihe), ist der Grundterm im Tanabe-Sugano-Diagramm 6A1. Da im Tanabe-Sugano-Diagramm kein weiterer Sextett-Zustand auftaucht ist kein Spin-erlaubter-Übergang möglich. Die beobachteten Absorptionen werden daher von niedriger Intensität sein.
Dennoch könnte nun das Verhältnis aller gemessenen Wellenzahlen zur Niedrigsten bestimmt werden. Mit diesem Verhältnis kann dann im d5-Tanabe-Sugano-Diagramm nach passenden Übergängen gesucht werden (bei 1 bzw. 2 Δ/B), wenn ebendieser gefunden wurde, können die E/B-Werte (y-Achse) abgelesen werden. Δokt ergibt sich dann durch:
{\displaystyle \Delta _{\text{okt}}=10\cdot B=10\cdot {\frac {\tilde {\nu }}{(E/B)}}=10\cdot {\frac {{\tilde {\nu }}_{\text{Übergang}}}{\text{(y-Achsenabschnitt)}}}}
Für alle Übergänge sollte annähernd derselbe B- bzw. Δokt-Wert herauskommen.